# 蒙克顿
蒙克顿（Moncton，發音： /ˈmʌŋktən/）是加拿大新不伦瑞克省威斯特摩蘭縣的一个城市，位于該省東南部，座落珀蒂克的克河（Petitcodiac River）畔。蒙克頓處於加拿大海洋省份的中心地帶，因此發展成該地區的陸路運輸樞紐，並得「樞紐之城」（Hub City）的外號。據2011人口普查所示，蒙克頓市内有69,074名居民，而都會區人口則達138,644人，是全國人口增長速度最高的普查都會區之一。
歐洲裔移民於1733年首度進駐蒙克頓一帶，而來自賓夕法尼亞的德裔美国人則於1766年在此建立居民点。當時蒙克頓為一農業社區，但該帶的造船業於19世紀中葉陸續興旺，而蒙克頓亦於1855年建制為鎮。然而，造船業於1860年代轉衰，蒙克頓亦於1862年失去其城鎮資格。1871年，加拿大殖民地際鐵路將其總部設於蒙克頓，刺激該帶經濟，蒙克頓亦於1875年恢復建制，再於1890年升格為市。加拿大國家鐵路公司的蒙克頓車廠於1980年代末關閉後，區内經濟再度受創，但後來仍能復蘇。時至今日，蒙克頓的經濟趨向多方面發展，除了運輸、物流和零售等傳統行業外，也被教育、醫療、金融、資訊科技和保險等行業支撐。

## 歷史
阿卡迪亞人於1670年代首度進駐芬迪灣北端，而（珀蒂克的克河）一名則於1686年首度出現於文獻中。珀蒂克的克河和默姆拉姆庫克河的河谷約從1700年起出現聚落，並逐步向内陸伸展，到1733年伸延至珀蒂克的克河的一處彎頭（即現蒙克頓一帶）。區内首批阿卡迪亞人在該帶建立一個農業社區，並將之名為「勒庫德」（Le Coude，意即河彎）。
英軍在陸軍中校羅伯特·蒙克頓領導下於1755年攻陷法軍的布瑟舒爾堡，而附近的珀蒂克的克河和默姆拉姆庫克河河谷隨後亦落入英國的控制。新斯科舍總督查爾斯·羅倫斯於同年下令遞解整個殖民地（包括勒庫德一帶）的阿卡迪亞人出境 。
珀蒂克的克河一帶隨後落入賓夕法尼亞公司的管制，而來自賓夕法尼亞的德裔移民則於1766年在勒庫德的遺址重建一個農業社區，並將之名為「本德」（The Bend）。往後數十年該帶仍以農業為主，到1836年仍只得20戶居民。來往聖約翰和哈利法斯的郵遞服務於同年投入服務，而本德亦成為沿綫主要驛站之一。往後10年間，伐木業和造船業成為區内的主要工業，約瑟·薩爾特（Joseph Salter）並於本德開設一座船塢，成為該帶發展的轉捩點。服務性行業陸續進駐本德，為船塢及其員工提供後援服務，區内設施漸趨完善。本德經濟穩步上揚，並於1855年建制為鎮，改稱「蒙克頓」以紀念蒙克頓中校。然而，蒙克頓鎮的特許狀卻將蒙克頓中校的英文姓氏誤拼為，此英文名亦將錯就錯沿用至今。蒙克頓鎮的首任鎮長為約瑟·薩爾特。
1857年，歐洲與北美洲鐵路連接蒙克頓與舍迪阿克的鐵路綫開通，而連接蒙克頓與聖約翰的鐵路則於1859年開通。與此同時，傳統木製船隻逐步被新興的蒸汽船淘汰，並嚴重衝擊蒙克頓的造船業以至整體經濟。蒙克頓更於1862年被逼放棄其城鎮地位。
蒙克頓於1871年被選為加拿大殖民地際鐵路的總部所在，扭轉區内經濟頹勢，亦成為蒙克頓歷史中一個重要里程碑。隨著市況逐漸改善，蒙克頓於1875年恢復建制，自此並以拉丁語（即「我會復甦」）作其座右銘，更於1890年4月23日升格為市。

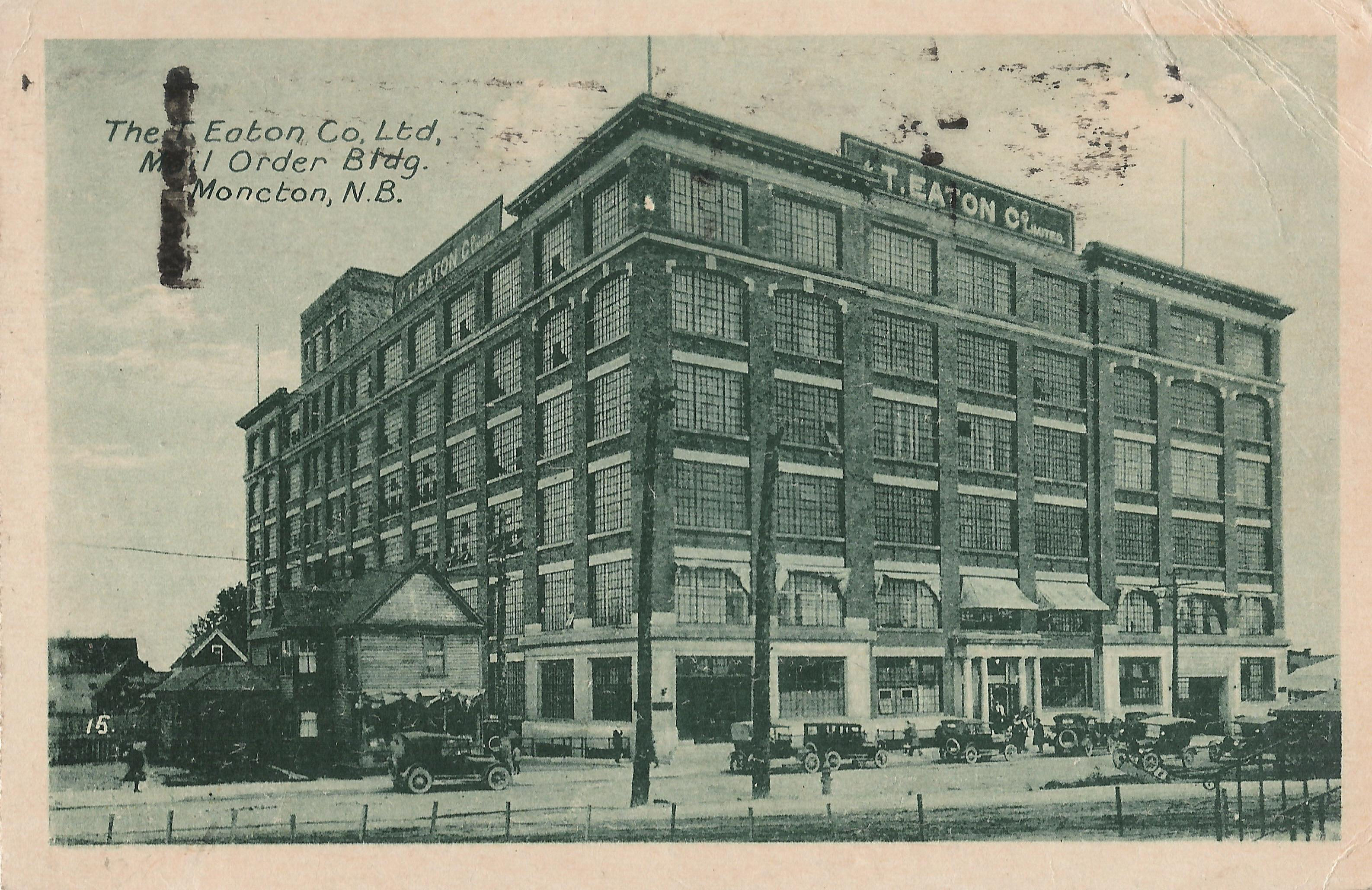
伊頓百貨的郵購貨倉（1927年明信片）

20世紀初葉，蒙克頓發展蓬勃。在紐賓士域省政府慫恿下，蒙克頓於1912年成為全國橫貫大陸鐵路的東岸總站。1918年，加拿大聯邦政府將殖民地際鐵路和全國橫貫大陸鐵路合併成加拿大國家鐵路公司（CNR）。殖民地際鐵路公司的蒙克頓車廠成為CNR在海洋省份的主要維修場，而蒙克頓亦成為CNR的海洋省份總部所在。伊頓百貨的郵購貨倉於1920年代初遷至蒙克頓，並聘用超過700名員工，而蒙克頓機場則於1929年啓用。運輸和物流業在20世紀中期逐漸發展成市内舉足輕重的行業。第二次世界大戰期間，加拿大軍方在市内設立一座大型補給基地，為海洋省份各軍事基地提供後援服務。戰後CNR仍是區内的主要企業，到1950年代蒙克頓市内有近6000人從事與鐵路相關的行業。
沿蒙克頓市北端而建的紐賓士域省2號公路於1960年代初開通，蒙克頓自此駁上橫加公路網絡，而連接蒙克頓和舍迪阿克的15號公路和跨河的珀蒂克的克河堤大道隨後亦相告落成。以法語授課的蒙克頓大學於1963年成立，自此成為區内推廣阿卡迪亞文化的重要一員。
市内數家大型機構在1970和1980年代進行重組或關閉，再度打擊市内經濟。伊頓百貨郵購貨倉、CNR維修場和蒙克頓加軍基地在這些年間相繼關閉，數以千計市民失業。然而，蒙克頓不少市民能操英法兩語，吸引不少國内公司在1990年代初到蒙克頓開設電話客戶服務中心，為市内經濟多樣化發展寫下新一頁。到了1990年代末，市内零售業、製造業和服務業發展理想，而十年間新增的就業職位已彌補CNR維修場關閉所帶來的損失，經濟復甦之速更被稱為「蒙克頓奇蹟」。
大西洋浸信會大學於1996年獲得大學資格，新校園亦於同年啓用。大蒙克頓機場新航廈於2002年啓用，並升格成國際機場。蒙克頓市議會亦於2002年通過將英法兩語並列為市政府辦公語言，令蒙克頓成為全國首座正式雙語城市。蒙克頓於2006年全國人口普查中首度被界定為普查都會區，並成為紐賓士域省人口最多的都會區。

## 人口
| 聚落類型 | 1991年  | 1996年  | 2001年  | 2006年  | 2011年  | 省内排名 |
| -------- | ------- | ------- | ------- | ------- | ------- | -------- |
| 市       | 56,823  | 59,313  | 61,046  | 64,128  | 69,074  | 2        |
| 市區     | 不明    | 不明    | 90,431  | 97,065  | 107,086 | 1        |
| 都會區   | 107,436 | 113,495 | 118,678 | 126,424 | 138,644 | 1        |
| 經濟圈   | 172,079 | 179,117 | 182,820 | 191,860 | 203,837 | 1        |

蒙克頓市民多數操英語，但市内亦有不少市民操法語。據2001年人口普查所示，法語用戶佔蒙克頓市人口的34.1%；以英語或法語為母語的市民分別佔市内總人口的64.3%和33.4%，該兩種語言同為母語的市民佔1%，而母語為其他語言的市民則佔1.2%。蒙克頓都會區内居民約有40%能操英法兩語；此比例僅次於渥太華、安大略省的瑟巴利（Sudbury）和蒙特婁。蒙克頓的鄰市迪耶普約有76.9%居民為法語用戶；另一鄰鎮河景鎮（Riverview）則有95%居民為英語用戶。
蒙克頓都會區的2011年人口為138,644人，為紐賓士域省内人口最高的都會區，以及海洋省份繼哈利法斯後的第二大都會區。都會區人口從2006年至2011年間上升了9.7%，升幅為全國第五大，更是沙士吉萬省以東的最大升幅。
歷史上蒙克頓的人口主要從西北歐裔人士組成。近年市内的有色人種少數裔人口比例已有所上升，但仍遠低於全國平均數。遷居至蒙克頓的人士主要來自紐賓士域省内其他地區（特別是該省的北部）、新斯科舍省（13%）和安大略省（9%）。蒙克頓新居民中約62%為英語用戶，38%則為法語用戶。

## 經濟
蒙克頓位處海洋省份的中心地帶，從該市開車三小時便可覆蓋的人口達140萬，為海洋省份内最大的可及地域（catchment area）。這讓蒙克頓成為區内的商業、物流、運輸和零售中心，亦構成現今該市經濟的基礎。此外，保險界、資訊科技界、教育界和醫療界也是該市經濟的重要組成部分；單是市内兩間醫院便雇用了超過5千人。
2006年蒙克頓市内的失業率為6.5%，都會區内的失業率則為6.2%，皆低於全國平均。《加拿大商業雜誌》於2004年將蒙克頓評為全國最適宜營商的城市，而FDi雜誌於2007年公佈的北美最適宜營商小型城市排名中將蒙克頓列為第五位。

## 交通

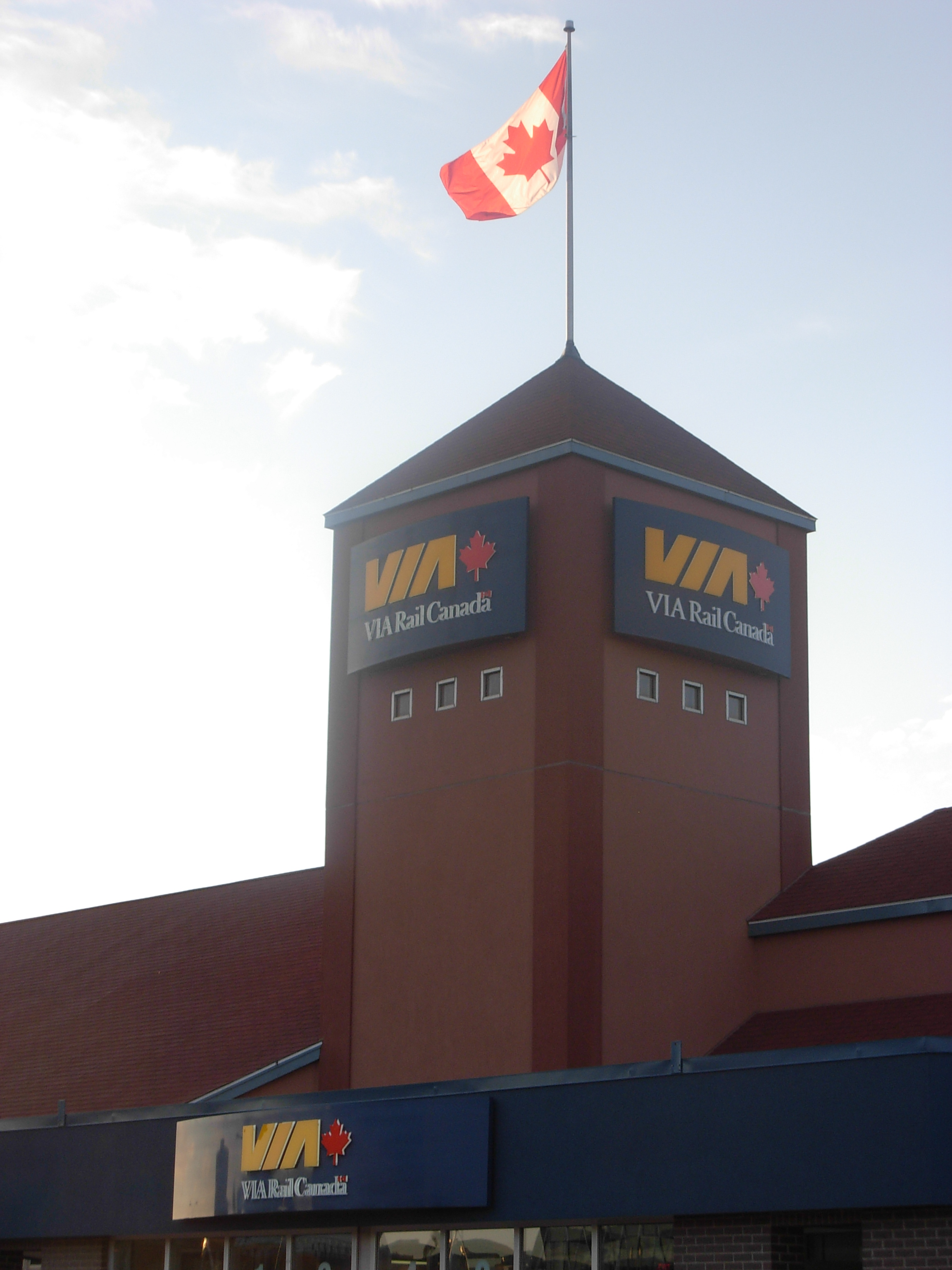
蒙克頓市中心的維亞鐵路車站

蒙克頓的主要東西向公路為紐賓士域省2號公路（橫加公路的一部分），向東通往新斯科舍省，向西通往紐賓士域省府弗雷德里克顿和魁北克省。15號公路的西端是一條名為威勒大道（Wheeler Boulevard）的環狀道路，圍繞了蒙克頓市内部後變成一條大致呈東西走向的高速公路，向東通往舍迪阿克。1號公路於蒙克頓市以西約15公里之處與2號公路交匯，向西經聖約翰市通往美加邊境。
蒙克頓都會區內的公共交通服務由市營的科迪阿克交通局（Codiac Transit）營運，旗下有40輛巴士，行駛26條巴士綫，覆蓋蒙克頓市、迪耶普市和河景鎮。
在鐵路交通方面，加拿大國家鐵路公司（CNR）在區内營運貨運鐵路服務。雖然CNR在蒙克頓的業務從1970年代起已大幅萎縮，但該公司仍在蒙克頓市的西端設有大型編組場，而其大西洋省份地區總部亦設於市内。客運鐵路服務由維亞鐵路提供，其海洋號列車經蒙克頓向西通往蒙特婁，向東通往哈利法斯。
以乘客量計算，大蒙克頓國際機場（IATA代碼：YQM）是海洋省份第二繁忙的客運機場；以航班升降量計算則是全國第10繁忙。從此機場出發的定期航點包括哈利法斯、蒙特婁、渥太華、多倫多、咸美頓和紐約市；季節性航點則包括古巴、墨西哥、多明尼加共和國、牙買加和佛羅里達州等地的城市。

## 姊妹城市
- 美国拉法葉[42]
- 義大利帕爾馬[43]
- 加拿大北灣[44]

### 引用
1. 1 2  . Statistics Canada, 2011 Census of Population. 2012-05-28  [2012-08-27].[]
2. 1 2  . Statistics Canada, 2011 Census of Population. 2012-04-11  [2012-08-27].[]
3. 1 2 3 4 5  . Statistics Canada, 2011 Census of Population. 2012-05-28  [2012-08-27]. （原始内容存档于2014-03-22）.
4. 1 2  . Statistics Canada. 2006  [2007-07-20]. （原始内容存档于2007-12-08）.
5. ↑  Boudreau 12
6. ↑  Boudreau 16
7. 1 2 3 4 5 6 7  Medjuck, Sheva. . The Canadian Encyclopedia. 2007-03-13  [2007-07-04]. （原始内容存档于2011-09-27）.
8. ↑  . Parks Canada.   [2007-07-09]. （原始内容存档于2007-02-08）.
9. ↑  Larracey 30
10. ↑  . Canadian Encyclopedia. 2007-03-13  [2007-07-19]. （原始内容存档于2011-08-30）.
11. ↑  Larracey 32
12. ↑  Larracey 45
13. ↑  Brown, George W. . University of Toronto Press. 1966: 727. ISBN 0802031420.
14. ↑  Larracey 25
15. 1 2  . The Canadian Encyclopedia. 2007-03-13  [2007-07-19]. （原始内容存档于2011-11-29）.
16. ↑  Larracey 28
17. ↑  . Virtual Museum of Canada.   [2009-01-24]. （原始内容存档于2008-01-25）.
18. ↑  Larracey 46
19. ↑  Larracey 52
20. ↑  . virtualmuseum.ca.   [2007-07-09]. （原始内容存档于2007-07-02）.
21. ↑  . Government of New Brunswick. 2006-03-13  [2008-02-16]. （原始内容存档于2007-11-16）.
22. ↑  Larracey 62
23. ↑  . The Columbia Encyclopedia, Sixth Edition. 2001-03-13  [2007-07-19]. （原始内容存档于2007-12-08）.
24. ↑  . Department of National Defence. 2006-09-12  [2007-07-15]. （原始内容存档于2004-03-17）.
25. ↑  Wickens, Barbara. . Maclean's 110 (43). 1997-10-27: 10. 参数|magazine=与模板{{cite news}}不匹配（建议改用{{cite magazine}}或|newspaper=） (帮助)
26. ↑  . Turner Drake & Partners Ltd.   [2007-07-19]. （原始内容存档于2007-07-17）.
27. ↑  . Greater Moncton International Airport.   [2007-07-15]. （原始内容存档于2004-11-07）.
28. ↑  . CBC News. 2002-08-07  [2007-06-25]. （原始内容存档于2006-10-16）.
29. 1 2 3  . Statistics Canada.   [2007-06-25].[]
30. ↑  . Statistics Canada.   [2012-08-27]. （原始内容存档于2006-06-23）.
31. ↑   (PDF). greatermoncton.org.   [2007-06-18]. （原始内容 (PDF)存档于2007-06-20）.
32. ↑  
. DMCI.   [2007-06-18]. （原始内容存档于2010-04-14）.
33. ↑  . Statistics Canada. 2010-02-06  [2012-08-27].[]
34. ↑  . Statistics Canada. 2010-02-06  [2012-08-27].[]
35. ↑  Andy Holloway. . Canadian Business Magazine. November 2004  [2007-06-25]. （原始内容存档于2008-02-05）.
36. ↑  . Colliers International.   [2007-06-25]. （原始内容存档于2007-09-27）.
37. ↑  . Google Maps. 2006-01-01  [2007-07-15].
38. ↑  . Codiac Transit.   [2007-07-15]. （原始内容存档于2007-07-10）.
39. ↑  . Via Rail.   [2007-07-15]. （原始内容存档于2007-07-10）.
40. ↑   (PDF). Greater Moncton International Airport. 2007-03-13  [2007-07-09]. （原始内容 (PDF)存档于2007-07-10）.
41. ↑  . Greater Moncton International Airport. 2007-03-13  [2007-07-15]. （原始内容存档于2007-09-27）.
42. ↑  . Lafayette, Louisiana. 2007-03-13  [2007-07-25]. （原始内容存档于2010-01-06）.
43. ↑   (PDF). City of Moncton. 2005-03-13  [2007-07-25]. （原始内容 (PDF)存档于2007-08-09）.
44. ↑  . Nipissing University. 2005-03-13  [2007-07-25]. （原始内容存档于2011-05-13）.

### 引用書籍
- Larracey, Edward. . Moncton Publishing Company. 1970. ASIN B0000EEQHJ.
- Machum, Lloyd A. . Moncton Publishing Company. 1965. ASIN B0000EEUF0.
- Boudreau, Amy. . Pelican Publishing Company. 1970. ISBN 0911116303.
- Larracey, Edward. . City of Moncton. 1991. ISBN 0969463421.
- Walls, Martha. . MacIntyre Purcell Publishing Inc. 2006. ISBN 097380632X.
- Merlin, Kate. . Goose Lane Editions. 2003. ISBN 086492349X.